# Cretanallachiinae
Cretanallachiinae  (лат.) — подсемейство вымерших насекомых из семейства Kalligrammatidae, живших в раннем сеномане поздней меловой эпохи 99,6—93,5 млн лет назад.

## Описание
Тело от маленького до среднего размера (длина переднего крыла 6—32 мм). Ротовой аппарат сифонный, состоит из короткой верхней губы, редуцированных нижних челюстей и заметно удлиненных верхних и нижних губ; верхняя челюсть с длинной лопастной лопастью, предположительно состоящей из галеи или галеатной лацинии; нижнечелюстные щупики значительно длиннее, пятичлениковые, терминальные щупики с тупым концом и яйцевидным сенсорным полем; губа с удлиненным язычком; нижнегубные щупики значительно длиннее, трехчлениковые, терминальные щупики с тупым концом и яйцевидным сенсорным полем. Мужские усики с множеством двояковыпуклых жгутиков; женские усики монолиформные или нитевидные. Ноги тонкие, голени с тибиальными шпорами, иногда с немногочисленными шипистыми щетинками. Крылья широко-треугольные, с закруглённым дистальным краем; костальное пространство почти сплошь широкое; есть трихозоры; нигмы иногда присутствуют на передних и задних крыльях: темная отметина, специализированная как глазное пятно у некоторых видов, иногда присутствующая в середине крыла.

### Переднее крыло
Нет разветвленной возвратной плечевой жилки; SCP и RA не слились в дистальной части, оба отчетливо изогнуты назад и входят в заднюю птеростигмальную область края крыла, поля RP и M занимают широкую площадь, тогда как поля Cu и A относительно узкие, CuA простые или с несколькими ветвями у края крыла: CuP обильно разветвлены, с начальной ветвью проксимально посередине. Заднее крыло: немного меньше, чем переднее, в целом с жилкованием, сходным с жилкованием сигмовидного стебля переднего крыла МА.

### Гениталии самца
9-й тергум короткий, простирающийся вентрадно; грудина 9 намного длиннее тергума 9, четко выраженные задние гонококситы 9 присутствуют в виде пары широких внешних долей: эктопрокты парные, с мозолью церок или без них: гонококситы 10 представлены в виде пары тонких внутренних склеритов, которые отчетливо выдаются назад.

### Гениталии самки
9-й тергум сильно выдается задне-вентрадно в пару клапанных долей: гонококситы 9 короткие и узкие, в значительной степени покрыты сальватными лопастями 9-го тергума, дистально с короткими пальцевидными гоностилями 9, эктопрокты парные, с мозолистыми церками или без них.

## Таксономия
В 2017 году данное подсемейство было включено в состав семейства Dilaridae, с родами Cretanallachius и Burmopsychops. После открытия рода Burmogramma в 2018, подсемейство было помещено в надсемейство Psychopsoidea. Не было известно, к какому семейству оно принадлежало. В 2018 году, Liu et al. поместил данное подсемейство в семейство Kalligrammatidae. По данным сайта Paleobiology Database, на март 2022 года в род включают 5 вымерших родов с 8 видами:
- Burmogramma
- Burmopsychops
- Cretanallachius
- Cretogramma
- Oligopsychopsis